# Rübezahlstiege
Die Rübezahlstiege (auch Rübezahlweg genannt) ist eine Steiganlage in der Sächsischen Schweiz. Die Stiege führt aus den Schneeberger Löchern im Heringsgrund bei Schmilka über etwa 80 Höhenmeter auf den Reitsteig unterhalb des Kleinen Winterbergs. Sie verläuft dabei in der Gemarkung Ostrau und gehört somit zu Bad Schandau.

## Geschichte

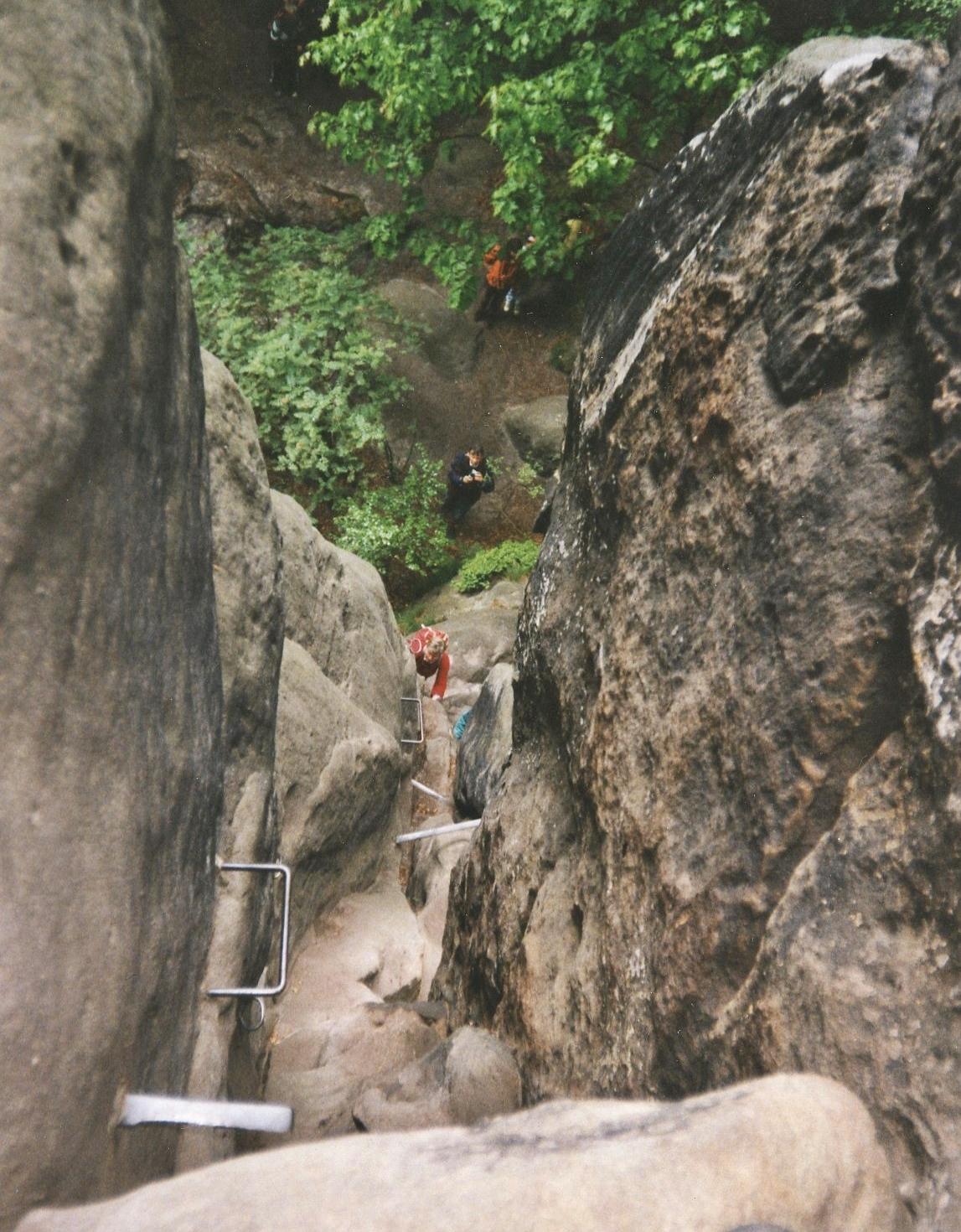
Im unteren Drittel der Rübezahlstiege, vor der Sanierung (Bild aus dem Jahr 1998)

Eine erste Steiganlage in den Schneeberger Löchern existierte bereits vor dem Ersten Weltkrieg. Der Fotograf Walter Hahn fotografierte sie um 1909. Erneuert und ausgebaut wurde die Stiege um 1920, die Stiege zählt damit zu den älteren Anlagen ihrer Art in der Sächsischen Schweiz. Vorgenommen wurden diese Arbeiten von Hugo Friedrich, einem sächsischen Kletterer und Höhlenforscher, dessen Spitzname Rübezahl auch auf die Stiege überging. Sie ist also damit nur indirekt nach dem schlesischen Berggeist Rübezahl benannt. Zunächst wurde die Stiege in Bergsteigerkreisen abgelehnt, auch Leitern wurden 1923 entfernt. Dennoch wurde sie ein beliebter und kurzer Aufstieg zum Reitsteig. 1935 wurde die Stiege gründlich saniert und bislang hölzerne Einbauten wurden durch Eisentritte und -griffe ersetzt. Am Einstieg befindet sich eine entsprechende, zwischenzeitlich stark verwitterte Inschrift im Fels.
Die Stiege wurde seit dieser Zeit nicht mehr saniert und befand sich bis Frühjahr 2012 in einem schlechten Zustand. Seit Errichtung des Nationalparks Sächsische Schweiz wurde mehrfach eine mögliche Sperrung diskutiert. Entsprechend dem aktuellen Wegekonzept des Nationalparks ist die Stiege inzwischen allerdings als Kletterzugang gekennzeichnet und kann somit auf eigene Gefahr begangen werden. In den letzten Jahren wurde dazu zunächst der Zustieg unterhalb der eigentlichen Stiege verlegt und saniert.
Im Sommer 2012 erfolgte schließlich eine umfassende Sanierung der Rübezahlstiege. Die alten Steighilfen wurden durch neue ersetzt. Außerdem wurden zusätzliche Steighilfen angebracht. Dabei blieb der ursprüngliche Charakter der Stiege im Gegensatz zur Häntzschelstiege erhalten.

## Schwierigkeit
Die Rübezahlstiege ist ein sehr anspruchsvoller Klettersteig, der nur von erfahrenen Kletterern und nur bergauf begangen werden sollte. Die Einstufung seiner Schwierigkeit wird von B/C bis C/D angegeben. Die Rübezahlstiege besitzt im Unterschied zu den meisten anderen Klettersteigen kein Drahtseil zur Sicherung. Zudem müssen die ersten vier Meter ohne jegliche Klammern frei geklettert werden. Dieser Teil ist der Schwierigste. Der einst noch schwierigere Aufstieg in der Höhle wurde bei der Sanierung 2012 durch eine Steighilfe etwas entschärft.